# 미지와의 조우
《미지와의 조우》(영어: Close Encounters Of The Third Kind)는 1977년에 개봉한 미국의 SF 영화로, 스티븐 스필버그 감독의 초기작이다. 리처드 드라이퍼스, 프랑수아 트뤼포, 테리 가, 멀린다 딜런, 밥 밸러밴 등이 출연했다. 중산층 노동자 로이를 중심으로, 미국에 갑작스레 나타난 외계인의 UFO와 접촉한 사람들의 이야기를 다룬다.

## 줄거리
멕시코 소노라 사막에 1945년 실종되었던 전투기 편대가 갑자기 나타난다. 프랑스인 과학자 라콩브 박사가 통역사인 로플린을 데리고 조사한바, 전투기는 새것처럼 멀쩡한데 파일럿은 없었다. 유일한 목격자인 노인은 '태양이 나타나 노래했다'는 수수께끼의 말만 남긴다. 두 사람은 고비 사막에서도 비슷한 흔적을 발견한다. 미국 인디애나폴리스의 관제국에서는 항공기가 UFO를 목격했다는 보고가 들어온다.
밤중에 인근 마을에 사는 소년 배리는 장난감이 멋대로 동작하는 것을 발견하고 밖으로 사라진다. 어머니 질리언이 아들을 찾아 나선다. 곧 인디애나 전역에 블랙아웃 사태가 발생하고, 발전소 직원인 로이도 한밤중에 장치를 손보러 나선다. 길가에서 로이는 UFO와 마주치고, 그것이 내뿜는 강한 빛에 쬐인다. UFO를 쫓아 주 경계선까지 넘어간 로이는 고속도로에서 배리와 질리언을 만나고, 그들 위로 UFO는 지평선 멀리 사라진다. 간밤의 일로 로이는 발전소에서 해고당하지만, 로이는 UFO에 강하게 사로잡혀서는, 무언가 뾰족한 산 모양을 끊임없이 떠올리게 된다. 질리언 또한 로이와 마찬가지로 산 모양에 사로잡혀 그 그림을 계속해서 그려낸다. 그때 일가가 UFO가 내뿜는 빛에 휩싸이고, 배리가 그 빛을 쫓아 사라져 버린다. 일련의 UFO 사태에 관해, 미국 정부는 도시전설로 일축한다.
한편 라콩브 박사와 로플린은 정부와 연계하여 조사를 계속했다. 인도 다람살라에서는 UFO를 마주친 사람들이 다섯 음조의 멜로디를 노래했고, 조사팀에서는 이것이 UFO의 메시지라고 여긴다. 뾰족한 답이 나오지 않던 차에 지도학에 식견이 있던 로플린이 경도를 가리키는 것이라고 추리해내고, 그 위치는 바로 와이오밍의 랜드마크 데빌스타워였다. 이에 정부는 유독성 가스가 나온다며 지역 주민들을 전부 내보내고 그곳을 봉쇄한다.
그 무렵 로이는 뾰족한 무언가에 대한 집착이 강해져, 급기야 집안을 흙더미로 가득 채워 탑을 쌓는다. 로이가 미쳤다고 여긴 아내 로니와 자식들은 그를 떠나 버린다. 그때 텔레비전에서 와이오밍 소식이 방송되고, 로이는 뾰족한 모양이 바로 데빌스타워임을 알게 된다. 곧바로 차를 끌고 와이오밍으로 향한 로이는 피난민 틈에서 자기처럼 뉴스를 보고 온 질리언과 재회한다. 두 사람은 같이 데빌스타워로 향하게 되나, 곧 조사팀에게 붙잡히고, 로이는 라콩브 박사와 로플린을 만나게 된다. 로이와 질리언처럼 UFO에 이끌려 온 사람들이 더 있었고, 박사는 이들이 선택받은 사람들이라고 생각하게 된다.
로이는 질리언과 래리라는 또 다른 남자와 함께 탈출하여 추적을 피해 데빌스타워의 북쪽 면으로 넘어간다. 그곳에는 우주선과 접선을 시도하는 조사팀의 시설이 조성되어 있었다. 우주선이 등장하자, 조사팀은 조합해낸 음악 멜로디를 연주하고 우주선이 답신한다. 몇 번의 조심스러운 소통 끝에 강한 빛과 함께 우주선의 문이 열리고, 전투기 조종사들과 배리를 비롯해 여러 서로 다른 시대의 실종자들이 내려온다. 조사팀에서는 UFO에 승선시킬 인간측 후보를 교육하고 있었는데, 여기에 로이가 합류하게 된다. 뒤이어 나타난 외계인들은 로이를 선택하고, 라콩브 박사는 외계인에게 수신호로 인사한다. 로이를 태운 우주선은 이륙하여 우주로 떠난다.

## 출연진
- 리처드 드라이퍼스 - 로이 니리 역
- 프랑수아 트뤼포 - 클로드 라콩브 박사 역
- 테리 가 - 로니 니어리 역 역
- 멀린다 딜런 - 질리언 가일러 역
- 밥 밸러밴 - 데이비드 로플린 역
- J. 패트릭 맥너마라 - 프로젝트 책임자 역
- 워런 키멀링 - 월시 소령 역
- 로버트 블러섬 - 농부 역
- 케리 거피 - 배리 가일러 역
- 랜스 헨릭슨 - 로버트 역
- 메릴 코널리 - 팀 리더 역
- 조지 디센조 - 벤칠리 소령 역
- 진 다이너스키 - 아이크 역
- 조지프 서머 - 래리 버틀러 역
- 칼 웨더스 - 군사경찰 역

## 한국판 성우진(KBS) (1991년 3월 2일)
- 오세홍 - 로이 니어리(리처드 드라이퍼스)
- 권희덕 - 로니 니어리(테리 가)
- 김성희 - 질리언 가이러(멀린다 딜런)
- 정경애 - 배리 가이러(캐리 구피)
- 김영민 - 클로드 랑콤(프랑수아 트뤼포)
- 이호인 - 데이빗 로린(밥 밸러밴)
- 김환진 - 래리 머틀러(조세프 소머) / 탐사원
- 이근욱 - 연구 감독(J. 패트릭 맥나마라)
- 김정경 - 관리 감독(멜리 코넬리)
- 이재명 - 소령(워런 J. 케머링) / 연구원
- 유제상 - 귀환자(할 바우드) / 연구원
- 임은영 - 마을사람(에이미 더글라스)
- 유동현 - 귀환자(랜디 마크 허먼) / 연구원
- 성창수 - 귀환자(메튜 로빈스) / 연구원